# 더 퍼스널 히스토리 오브 데이비드 코퍼필드
《더 퍼스널 히스토리 오브 데이비드 코퍼필드》(영어: The Personal History of David Copperfield)는 2019년 제작된 코미디 드라마 영화이다. 아르만도 이아누치가 감독과 공동각본을 맡았으며, 찰스 디킨즈의 소설 데이비드 코퍼필드가 영화의 원작이다. 2019 토론토 영화제에서 전 세계 최초로 공개되었다.